# Патрик Рафтър
Патрик Майкъл Рафтър (на английски: Patrick Michael Rafter) е австралийски тенисист. 

## Биография
Патрик Майкъл Рафтър е роден на 28 декември 1972 година в щата Куинсланд, Австралия. Той има няколко братя и сестри и живее в Бермуда.
На 24 април 2004 г. се жени за дългогодишната си приятелка Лара Фелтъм в курорт във Фиджи.

## Кариера
Патрик Рафтър достига до номер 1 в класацията на Асоциацията на професионалистите в тениса (ATP) на сингъл на 26 юли 1999 г. Акцентите в кариерата му включват последователни титли на откритото първенство на САЩ през 1997 и 1998 г., последователно е вицешампион на Уимбълдън през 2000 г. и 2001 г. През 1999 г. печели Откритото първенство на Австралия на двойки за мъже заедно с Йонас Бьоркман. Рафтър печели две титли на ATP Мастърс на сингъл и две на двойки.
Той става първия тенисист в Оупън ерата, който печели Канада Мастърс, Синсинати Мастърс и Ю Ес Оупън в една календарна година, което постига през 1998 г. Това постижение е наречено Американски летен шлем (American Summer Slam).
Патрик Рафтър е единственият тенисист , който остава непобеден от Роджър Федерер с поне три срещи, въпреки че срещите се състоят в началото на кариерата на Федерер. Той е и единственият играч с печеливш рекорд над швейцареца и на трите основни настилки: твърда, клей и трева.
Рафтър се оттегля от тениса в края на 2002 г. След това Рафтър играе няколко мача на двойки.

## Кариерна статистика

#### Титли отГолям шлем(1)
| година | турнир | съперник       | резултат           |
| ------ | ------ | -------------- | ------------------ |
| 1997   | ОП САЩ | Грег Руседски  | 6–3, 6–2, 4–6, 7–5 |
| 1998   | ОП САЩ | Марк Филипусис | 6–3, 3–6, 6–2, 6–0 |

#### Финали на турнири отГолям шлем(2)
| година | турнир    | съперник         | резултат                       |
| ------ | --------- | ---------------- | ------------------------------ |
| 2000   | Уимбълдън | Пийт Сампрас     | 7–6(12–10), 6–7(5–7), 4–6, 2–6 |
| 2001   | Уимбълдън | Горан Иванишевич | 3–6, 6–3, 3–6, 6–2, 7–9        |

#### Финали наКупа на големия шлем(1)
| година | турнир               | съперник     | резултат      |
| ------ | -------------------- | ------------ | ------------- |
| 1997   | Купа на големия шлем | Пийт Сампрас | 2–6, 4–6, 5–7 |

#### Титли оттурнири от сериите Мастърс(2)
| година | турнир          | съперник във финала | резултат           |
| ------ | --------------- | ------------------- | ------------------ |
| 1998   | Канада Оупън    | Рихард Крайчек      | 7–6(7–3), 6–4      |
| 1998   | Синсинати Оупън | Пийт Сампрас        | 1–6, 7–6(7–2), 6–4 |

#### Финали натурнири от сериите Мастърс(4)
| година | турнир          | съперник във финала | резултат           |
| ------ | --------------- | ------------------- | ------------------ |
| 1999   | Италия Оупън    | Густаво Куертен     | 4–6, 5–7, 6–7(6–8) |
| 1999   | Синсинати Оупън | Пийт Сампрас        | 6–7(7–9), 3–6      |
| 2001   | Канада Оупън    | Андрей Павел        | 6–7(3–7), 6–2, 3–6 |
| 2001   | Синсинати Оупън | Густаво Куертен     | 1–6, 3–6           |

### ATP финали (11 титли; 25 финала)
|        | П–З   | Година | Турнир                   | Клас             | Настилка   | Опонент           | Резултат                       |
| ------ | ----- | ------ | ------------------------ | ---------------- | ---------- | ----------------- | ------------------------------ |
| Загуба | 0–1   | 1994   | Хонконг Оупън            | Световни серии   | Твърда     | Майкъл Ченг       | 1–6, 3–6                       |
| Победа | 1–1   | 1994   | Манчестър Оупън          | Световни серии   | Трева      | Уейн Ферейра      | 7–6(7–5), 7–6(7–4)             |
| Загуба | 1–2   | 1997   | Ю Ес Про Индор           | Шампионски серии | Твърда (з) | Пийт Сампрас      | 7–5, 6–7(4–7), 3–6             |
| Загуба | 1–3   | 1997   | Хонконг Оупън            | Световни серии   | Твърда     | Майкъл Ченг       | 3–6, 3–6                       |
| Загуба | 1–4   | 1997   | Хипо Груп Интернешънъл   | Световни серии   | Клей       | Марсело Филипини  | 6–7(2–7), 2–6                  |
| Загуба | 1–5   | 1997   | Волво Интернешънъл       | Шампионски серии | Твърда     | Евгени Кафелников | 6–7(4–7), 4–6                  |
| Загуба | 1–6   | 1997   | Кънектикът Оупън         | Световни серии   | Твърда     | Карлос Моя        | 4–6, 6–7(1–7)                  |
| Победа | 2–6   | 1997   | ОП САЩ                   | Голям шлем       | Твърда     | Грег Руседски     | 6–3, 6–2, 4–6, 7–5             |
| Загуба | 2–7   | 1997   | Купа на големия шлем     | Голям шлем       | Килим (з)  | Пийт Сампрас      | 2–6, 4–6, 5–7                  |
| Победа | 3–7   | 1998   | Махаращра Оупън          | Световни серии   | Твърда     | Микаел Тилстрьом  | 6–3, 6–4                       |
| Победа | 4–7   | 1998   | Росмален Чемпиъншипс     | Световни серии   | Трева      | Мартин Дам        | 7–6(7–2), 6–2                  |
| Победа | 5–7   | 1998   | Канада Оупън (Торонто)   | Супер 9          | Твърда     | Рихард Крайчек    | 7–6(7–3), 6–4                  |
| Победа | 6–7   | 1998   | Синсинати Оупън          | Супер 9          | Твърда     | Пийт Сампрас      | 1–6, 7–6(7–2), 6–4             |
| Победа | 7–7   | 1998   | Кънектикът Оупън         | Световни серии   | Твърда     | Феликс Мантиля    | 7–6(7–3), 6–2                  |
| Победа | 8–7   | 1998   | ОП САЩ                   | Голям шлем       | Твърда     | Марк Филипусис    | 6–3, 3–6, 6–2, 6–0             |
| Загуба | 8–8   | 1999   | Италия Оупън             | Супер 9          | Клей       | Густаво Куертен   | 4–6, 5–7, 6–7(6–8)             |
| Победа | 9–8   | 1999   | Росмален Чемпиъншипс     | Световни серии   | Трева      | Андрей Павел      | 3–6, 7–6(9–7), 6–4             |
| Загуба | 9–9   | 1999   | Синсинати Оупън          | Супер 9          | Твърда     | Пийт Сампрас      | 6–7(7–9), 3–6                  |
| Победа | 10–9  | 2000   | Росмален Чемпиъншипс     | Международни     | Трева      | Никола Ескюде     | 6–1, 6–3                       |
| Загуба | 10–10 | 2000   | Уимбълдън                | Голям шлем       | Трева      | Пийт Сампрас      | 7–6(12–10), 6–7(5–7), 4–6, 2–6 |
| Загуба | 10–11 | 2000   | Сюд дьо Франс Оупън      | Международни     | Килим (з)  | Арно Клеман       | 6–7(2–7), 6–7(5–7)             |
| Загуба | 10–12 | 2001   | Уимбълдън                | Голям шлем       | Трева      | Горан Иванишевич  | 3–6, 6–3, 3–6, 6–2, 7–9        |
| Загуба | 10–13 | 2001   | Канада Оупън (Монреал)   | Мастърс          | Твърда     | Андрей Павел      | 6–7(3–7), 6–2, 3–6             |
| Загуба | 10–14 | 2001   | Синсинати Оупън          | Мастърс          | Твърда     | Густаво Куертен   | 1–6, 3–6                       |
| Победа | 11–14 | 2001   | Индианаполис Чемпиъншипс | Межд. Голд       | Твърда     | Густаво Куертен   | 4–2 отказва се                 |